# Michael Devlin (Fußballspieler)
Michael Devlin (* 3. Oktober 1993 in Motherwell) ist ein schottischer Fußballspieler, der zuletzt bei Ayr United spielte.

## Karriere

### Verein
Michael Devlin wurde 1993 in Motherwell südöstlich von Glasgow geboren. Seine Karriere begann er in unmittelbarer Nähe seiner Geburtsstadt bei Hamilton Academical. Für die unter Namen Accies bekannte Mannschaft debütierte er als Profi im Alter von 17 Jahren am 15. Januar 2011 gegen die Glasgow Rangers in der Scottish Premier League. Im gleichen Jahr wurde er von März bis Mai an den schottischen Drittligisten FC Stenhousemuir verliehen. In der restlichen Drittligasaison 2010/11 absolvierte er zehn Spiele und traf als Innenverteidiger dreimal. Von Januar bis Mai 2012 wurde Devlin erneut nach Stenhousemuir verliehen. Nach seiner Rückkehr zu den Accies konnte sich Devlin in den folgenden Spielzeiten einen Stammplatz in der Innenverteidigung erkämpfen. Im August 2016 wurde der 22-Jährige zum Mannschaftskapitän ernannt. Im Januar 2018 wechselte Devlin zum FC Aberdeen.

### Nationalmannschaft
Am 10. Oktober 2019 debütierte Devlin in der Schottischen Nationalmannschaft gegen Russland.